# Realm (Informatik)
Realm [ˈrɛlm] steht im Englischen für Reich, Bereich, Domäne. Im Deutschen ist es ein Fachbegriff der Informatik.
Bei Verzeichnisdiensten wie Active Directory, die z. B. über LDAP angesprochen werden, bezeichnet Realm die Gesamtheit aller Einträge eines Verzeichnisses bzw. benennt das Verzeichnis an sich. Typischerweise handelt es sich um eine Sammlung aller menschlichen und technischen Benutzer der IT-Systeme eines Unternehmens. Häufig wird der Realm nach der Internet-Domäne eines Unternehmens oder einer Organisation benannt, wie etwa DE.WIKIPEDIA.ORG.
Verzeichnisdienste werden beispielsweise für Single Sign-on-Architekturen (SSO-Architekturen) verwendet. Der Realm sagt der Anwendung, gegen welche Instanz eines Verzeichnisdiensts die Authentifizierung erfolgen soll, also, wo das fragliche Benutzerkonto ggf. definiert ist, für das ein SSO-Ticket angefordert werden soll.